# Нижнеангарск
Нижнеанга́рск (бур. Доодо Ангар) — посёлок городского типа, административный центр Северо-Байкальского района Бурятии и городского поселения «Посёлок Нижнеангарск».
Население — 3724 чел. (2024).
В посёлке находятся станция Нижнеангарск на Байкало-Амурской магистрали, одноимённый аэропорт и пристань на Байкале.

## География
Расположен на северном берегу Байкала, в 23 км к северо-востоку от Северобайкальска.
Посёлок находится у западного угла Ангарского сора, близ устья реки Кичеры. На юго-западе посёлка, на въезде со стороны Северобайкальска, в Байкал впадает ручей Сырой Молокон.

## История
Основан как русское поселение на землях эвенков. В 1643 году землепроходец Семён Скороход поставил здесь зимовье, а в 1646 году Василий Колесник, в местности Дагары на левом берегу Верхней Ангары, построил Верхнеангарский острог.
В 25 верстах к западу от острога в селении Чичевки, в устье Кичеры, долгое время проводились соболиные ярмарки — сейчас место бывшего посёлка, в 1930-х годах носившего название Козлово, находится на территории Нижнеангарска.
29 августа 1869 года была освящена часовня во имя усекновения главы Честнаго славнаго Пророка и Предтечи и Крестителя Иоанна.
В 1930 году организовано первое государственное предприятие — Гослов (ныне существующий рыбзавод).
9 ноября 1938 года Нижнеангарску присвоен статус рабочего посёлка.
В 1940 году основано райпо, в 1952 — пушно-охотничье хозяйство, специализировавшееся на заготовке меха ондатры. В 1947 году в посёлке был образован Ангарский лесхоз (позже его разделили на Северо-Байкальский, Ангоянский и Уоянский).
Пик развития Нижнеангарска приходится на время строительства Байкало-Амурской магистрали и первые годы её эксплуатации. Строительство железной дороги в районе посёлка началось в 1978 году. Были открыты аэропорт, железнодорожный вокзал, построен небольшой порт. Рядом появился посёлок строителей железной дороги Половинка, принадлежащий организациям МК-142 и МК-160 треста «ЗапБАМстроймеханизация» и, после завершения строительства БАМа, присоединённый к Нижнеангарску.

## Население
| 1939  | 1959  | 1970  | 1979  | 1989  | 2009  | 2010  | 2011  |
| ----- | ----- | ----- | ----- | ----- | ----- | ----- | ----- |
| 5142  | ↘3690 | ↘3282 | ↗5870 | ↗6977 | ↘5499 | ↘5030 | ↘5019 |
| 2012  | 2013  | 2014  | 2015  | 2016  | 2017  | 2018  | 2019  |
| ↘4963 | ↘4885 | ↘4822 | ↘4781 | ↘4710 | ↘4520 | ↘4400 | ↘4270 |
| 2020  | 2021  | 2023  | 2024  |       |       |       |       |
| ↘4209 | ↘3891 | ↘3797 | ↘3724 |       |       |       |       |

## Климат
| Показатель                    | Янв.  | Фев.  | Март  | Апр.  | Май  | Июнь | Июль | Авг. | Сен. | Окт.  | Нояб. | Дек.  | Год   |
| ----------------------------- | ----- | ----- | ----- | ----- | ---- | ---- | ---- | ---- | ---- | ----- | ----- | ----- | ----- |
| Абсолютный максимум, °C       | 0,0   | 1,1   | 7,8   | 17,8  | 23,9 | 30,0 | 35,0 | 33,9 | 27,2 | 17,8  | 7,8   | 2,2   | 35,0  |
| Средний суточный максимум, °C | −18,9 | −16,1 | −8,3  | 1,7   | 10,0 | 17,2 | 21,1 | 19,4 | 12,8 | 3,3   | −8,3  | −14,4 | 1,7   |
| Средняя температура, °C       | −22,8 | −21,7 | −15   | −3,9  | 4,4  | 11,1 | 15,6 | 14,4 | 8,3  | −0,6  | −12,2 | −18,3 | −3,3  |
| Средний суточный минимум, °C  | −27,2 | −27,2 | −21,1 | −8,9  | −0,6 | 5,6  | 10,6 | 10,0 | 3,9  | −3,9  | −15,6 | −22,2 | −7,8  |
| Абсолютный минимум, °C        | −47,2 | −42,2 | −40   | −28,9 | −15  | −3,9 | 0,0  | −2,8 | −7,8 | −27,8 | −33,9 | −40   | −47,2 |
| Норма осадков, мм             | 23    | 18    | 18    | 20    | 28   | 46   | 64   | 69   | 48   | 28    | 28    | 20    | 409   |
| Источник: weatherbase         |       |       |       |       |      |      |      |      |      |       |       |       |       |

## Экономика
- Управление Баргузинского заповедника
- Железнодорожная станция Нижнеангарск
- Аэропорт Нижнеангарск
- Пристань Нижнеангарск.

В посёлке действуют четыре эвенкийские семейно-родовые общины, занимающиеся рыболовством и охотой.

## Культура
- Районный историко-краеведческий музей — открыт в 2009 году на базе краеведческого музея при районном Доме детского творчества. В здании музея расположены: 1 выставочный зал, 2 экспозиционных зала, а также экспозиции под открытым небом. Решением совета депутатов Северо-Байкальского района в 2015 году музею присвоено имя Н.К.Киселевой, основателя и первого директора музея. Музей - участник и лауреат всероссийского смотра-конкурса в Москве, удостоен диплома I степени районного смотра-конкурса[23][24]. Экспозиции музея под открытым небом:
  - Аллея Славы и аллея Чести;
  - АН-2- памятник первопроходцам БАМа;
  - Память сердца БАМ;
  - Юрта национальное жилище бурят;
  - Рыбацкое зимовье;
  - Культурно — туристический комплекс «Верхнеангарский острог в пространстве «новых землиц», построенный в 2016 году к 370-летию острога и в честь казаков – первопроходцев Северобайкалья.

## Достопримечательности
- Владимирская церковь — православный храм, относится к Северобайкальской епархии Бурятской митрополии Русской православной церкви.

- Стела «Самая северная точка Байкала» — установлена в сентябре 2010 года вблизи Нижнеангарска, на краю песчаного пляжа[25].

- Аллея «Легенды Северного Байкала» — создана в августе 2018 года. Ее экспонатами являются изображения возможно обитавших в Бурятии динозавров и мамонтов[26].